# Dennis Johnson Coach of the Year Award
Dennis Johnson Coach of the Year Award – jest nagrodą NBA Development League (NBADL) przyznawaną corocznie najlepszemu trenerowi, począwszy od rozgrywek 2006/07. 
Nagroda otrzymała imię członka koszykarskiej galerii sław, zmarłego 22 lutego 2007 roku Dennisa Johnsona, byłego trenera  	Florida Flame oraz Austin Toros. Johnson podczas swojej koszykarskiej kariery sięgał trzykrotnie po mistrzostwo NBA (1979, 1984, 1986), został uznany MVP finałów ligi (1979), uczestniczył pięciokrotnie w NBA All-Star Game (1979–1982, 1985), zaliczano go również dziewięciokrotnie do NBA All-Defensive Teams.
Laureat jest wyłaniany drogą głosowania przez trenerów wszystkich zespołów ligi. Trenerzy nie mogą głosować na samych siebie. Zwycięzca otrzymuje statuetkę w trakcie rozgrywek play-off. 
Bryan Gates jako pierwszy trener w historii otrzymał nagrodę dwukrotnie z rzędu. 

## Laureaci
| Sezon   | Trener           | Zespół                   |
| ------- | ---------------- | ------------------------ |
| 2006/07 | Bryan Gates      | Idaho Stampede           |
| 2007/08 | Bryan Gates (2)  | Idaho Stampede (2)       |
| 2008/09 | Quin Snyder      | Austin Toros             |
| 2009/10 | Chris Finch      | Rio Grande Valley Vipers |
| 2010/11 | Nick Nurse       | Iowa Energy              |
| 2011/12 | Eric Musselman   | Los Angeles D-Fenders    |
| 2012/13 | Alex Jensen      | Canton Charge            |
| 2013/14 | Conner Henry     | Fort Wayne Mad Ants      |
| 2014/15 | Scott Morrison   | Maine Red Claws          |
| 2015-16 | Dan Craig        | Sioux Falls Skyforce     |
| 2016-17 | Jerry Stackhouse | Raptors 905              |
| 2017–18 | Mike Miller      | Westchester Knicks       |
| 2018–19 | Will Weaver      | Long Island Nets         |
| 2019–20 | Martin Schiller  | Salt Lake City Stars     |
| 2020–21 | Stan Heath       | Lakeland Magic           |